# Grbovi dalmatinskog komunalnog plemstva – V
Za grbove dalmatinskog komunalnog plemstva ne vrijede zakoni heraldike zbog posebnih uvjeta nastanka i vlasnika istih. Grbovi dalmatinskog komunalnog plemstva pripadaju krugu talijanskog komunalnog plemstva gdje je tradicija opisivanja s gledišta promatrača. 
Grbovi s početnim slovom  V

## Grbovi
| Grb | Kuća i opis grba |
| --- | --- |
|     | Valle (Trogir) Titula: (HR) okomita podjela. Lijevo zlatno polje, desno crveno polje, preko svega cvijet (ruža) u suprotnim bojama crveno i zlatno. [1/24, 2/24] |
|     | Vallentini (Trogir) Titula: - (HR) I Srebreno polje podijeljeno crnim andrijinim križem, na poljima 2 i 4 šestero kraka zlatna zvijezda (Trogir). [1/52] - (HR) II Srebreno polje podijeljeno crnim andrijinim križem, u gornjem lijevom i desnom kutu na križu stoji po jedna šestero kraka zlatna zvijezda. [3/52] - (HR) III Srebreno polje podijeljeno crnim andrijinim križem, u gornjem lijevom i desnom kutu na križu stoji po jedna osmero kraka zlatna zvijezda (Rim, Trevi). [4/52] |
|     | Vendramini (Split) Titula: (HR) Na srebrenom polju srebrena ruka u crnom rukavu, izlazi s desna, drži crvenu vatru koja izlazi iz zelenog ćupa. [2/107] |
|     | Viktor (Zadar) Titula: (HR) Kameni reljef, grb na nadgrobnoj ploči Nikole Viktora, Zadarska katedrala, Zadar |
|     | Vitturi (Trogir) Titula: Trogirsko plemstvo (HR) Na plavom polju dvije okomite zlatne grede (dva antička stupa) u spomen na Romansko podrijetlo. [1/53] |
|     | Vrančić (Šibenik) Titula: (HR) Na zlatnom polju dvije lijevo kose plave grede, duž svake grede po tri zlatna ljiljana. [1/53] (HR) Na zlatnom polju dvije lijevo kose plave grede, duž svake grede po tri srebrena ljiljana. [5] |